# Konrad Georgi
Jacob Konrad Karl Georgi (vielfach auch Conrad Georgi) (* 22. Dezember 1799 in Gießen; † 8. November 1857 ebenda) war ein hessischer Richter und Politiker. Er war Abgeordneter der 2. Kammer der Landstände des Großherzogtums Hessen. Besonders bekannt geworden ist er im Zusammenhang mit der Demagogenverfolgung.

## Familie
Konrad Georgi war der Sohn des Füsiliers Johannes Carl Georgi und dessen Frau Maria Elisabeth, geborene Hisserich. Konrad Georgi, der evangelischer Konfession war, heiratete am 13. Februar 1829 in Groß-Karben Katharina, geborene Buff (1804–1864), die Tochter des Nieder-Wöllstädter Pfarrers Georg Buff und dessen Frau Marie Friederike, geborene Geyger.

## Ausbildung und Beruf

### Ausbildung und erste berufliche Schritte
Konrad Georgi studierte ab 1818 Rechtswissenschaften an der Universität Gießen. Nach dem Studium wurde er 1823 Hofgerichtssekretariatsakzessist am Hofgericht Gießen. 1825 wurde er als 2. Assessor an das Landgericht Gladenbach versetzt und 1826 Assessor am Landgericht Groß-Karben.

### Universitätsrichter in Gießen
1831 wurde er Universitätsrichter in Gießen. Bekannt ist vor allem die von ihm angeordnete Zimmerdurchsuchung bei Georg Büchner am 4. August 1834 und die anschließende Vernehmung. Folgen für Büchner hatte diese Untersuchung nicht.
Das Amt des Universitätsrichters war mit Reskript über die Einsetzung des Universitätsrichters vom 13. September 1831 eingeführt worden. Seine Aufgabe war die Untersuchung von studentischen Disziplinarvergehen und der Vollzug der gegen Studenten verhängten Freiheitsstrafe (im Karzer der Universität). Dies betraf auch politische Vergehen. Die Studenten mussten sich bei Immatrikulation verpflichten, sich der Obrigkeit treu zu verhalten. Politische Betätigung im Sinne des Liberalismus wurde geahndet. Mit der Julirevolution von 1830 setzte eine neue Welle der so genannten Demagogenverfolgung ein. In dieser politischen brisanten Situation starb Großherzog Ludwig I., und sein reaktionär gesinnter Sohn Ludwig II. trat am 6. April seine Nachfolge an. Er erneuerte die Zensurbestimmungen, verschärfte die Polizeimaßnahmen gegen liberal und demokratisch Gesinnte. Eine dieser Maßnahmen war die Einführung des Amtes des Universitätsrichters.

### Weitere Richtertätigkeit
1835 wurde er Landrichter am Landgericht Groß-Karben. Auch hier wirkte er in politischen Verfahren mit. So warfen ihm die Liberalen vor, am Tod von Friedrich Ludwig Weidig 1837 eine Mitschuld zu tragen. Friedrich Ludwig Weidig sei zwei Jahre lang von den Untersuchungsrichtern (insbesondere von Konrad Georgi, der als Alkoholiker bekannt sei) seelisch gequält und körperlich schwer misshandelt worden. Insbesondere die Schriften von Friedrich Wilhelm Schulz über Weidigs Tod umfassten schwere Anschuldigungen gegen Konrad Georgi.
1835 wurde er Mitglied und Rat am Hofgericht Gießen. 1857 wurde er zum geheimen Hofgerichtsrat befördert.

## Politik
In der 9. und 10. Wahlperiode (1841–1847) war er Abgeordneter der zweiten Kammer der Landstände des Großherzogtums Hessen. In den Landständen vertrat er den Wahlbezirk Oberhessen9/Okarben-Vilbel. Er vertrat konservative Positionen.